# 데위 르스타리
데위 "데" 르스타리 시망운송(Dewi "Dee" Lestari Simangunsong, 1976년 1월 20일, 반둥 -) 또는 간단히 데위 르스타리, 데위, 데는 인도네시아의 작가, 싱어송라이터다. 유명 작품으로는 과학소설인 《초신성(Supernova)》 4부작이 있다.

## 생애
데위 르스타리는 1976년 1월 20일 자와바랏 주의 반둥에서 기독교 가정의 다섯 아이 중 넷째로 태어났다. 음악을 좋아하여 대학 이전의 학창 시절에는 노래 부르기를 계속하였는데, 흐리셔(Chrisye) 등 기성 가수의 백 보컬을 맡기도 하였다. 1993년에는 친구 리다 파리다(Rida Farida), 시타 누르산티(Sita Nursanti)와 함께 걸 그룹 'RSD(Rida Sita Dewi)'를 결성하여 와르나 무식(Warna Musik)과 소니 뮤직에서 대히트를 친 음반 하나를 포함해 4개의 음반을 냈다. 고등학교를 졸업한 후에는 유명 사립 대학인 파라향안 가톨릭 대학교에 입학하여 국제관계학을 전공으로 해서 학사 학위를 받았다.
2001년 데위는 첫 소설인 《초신성 1: 기사, 공주, 그리고 추락하는 별(Supernova 1: Ksatria, Puteri dan Bintang Jatuh)》을 발표하였다. 이 소설은 좋은 평을 받았고, 데위는 곧 두 편의 후속작, 《초신성 2: 뿌리(Supernova 2: Akar)》(2002년)와 《초신성 3: 천둥(Supernova 3: Petir)》(2004년)을 냈다. 이 중 1편과 2편은 각각 하툴리스티와(Khatulistiwa) 상의 후보에 오르기도 했다.
2006년 3월 데위는 단편 소설과 산문을 모은 산문집인 《커피 철학: 10년의 단편 및 산문집(Filosofi Kopi: Kumpulan Cerita and Prosa Satu Dekade)》을 발표했다. 이 책에 수록된 작품들의 주제는 사랑과 영성인데, 중견 작가이자 비평가인 구나완 모하맛은 "복잡하지 않으며, 사실 상당히 뛰어나다"며, 이 산문집이 인도네시아 문학에 위트를 되살려낼지도 모른다고 평했다. 비슷한 시기에 데위는 1994년부터 준비하던 첫 솔로 앨범인 Out of Shell을 발표하였다.
2년 후 데위는 단편집과 음악 앨범을 혼합한 작품 Rectoverso를 발표하였다. 2011년에는 자신의 요리 취미에 영감을 받아 쓴 산문집 Madre를 발표했으며, 2012년에는 《초신성》 4부작의 마지막 작품인 《초신성 4: 입자(Supernova 4: Partikel)》를 발표하였다.